# ديلان غيثر
ديلان غيثر (بالإنجليزية: Dylan Gaither)‏ هو لاعب كرة قدم أمريكي في مركز الوسط، ولد في 13 أغسطس 2000 في كوفينغتون في الولايات المتحدة. لعب مع اتلانتا يونايتد 2.